# Minniza
Minniza es un género de arácnido del orden Pseudoscorpionida de la familia Olpiidae.

## Especies
Las especies de este género son:
- Minniza aequatorialis Beier, 1944
- Minniza algerica Beier, 1931
- Minniza babylonica Beier, 1931
  - Minniza babylonica afghanica
  - Minniza babylonica babylonica
  - Minniza babylonica lindbergi
- Minniza barkhamae Mahnert, 1991
- Minniza ceylonica Beier, 1973
- Minniza deserticola Simon, 1885
- Minniza elegans Mahnert, 1991
- Minniza exorbitans Beier, 1965
- Minniza gallagheri Mahnert, 1991
- Minniza graeca (L. Koch, 1873)
- Minniza hirsti Chamberlin, 1930
- Minniza iberica Zaragoza, 2001
- Minniza levisetosa Mahnert, 1991
- Minniza lindbergi Beier, 1957
- Minniza monticola Mahnert, 1991
- Minniza nigrimanus Mahnert, 1991
- Minniza occidentalis Vachon, 1954
- Minniza persica Beier, 1951
- Minniza rollei Caporiacco, 1936
- Minniza rubida (Simon, 1882)
- Minniza sola Chamberlin, 1930
  - Minniza sola distincta
  - Minniza sola sola
- Minniza vermis Simon, 1881